# Isatis steveniana
Isatis steveniana là một loài thực vật có hoa trong họ Cải. Loài này được Trautv. mô tả khoa học đầu tiên.